# Svarttindane
Die Svarttindane (norwegisch für Schwarzspitzen) sind eine Gruppe spitzer Berggipfel einschließlich des Vesëlaya Mountain im ostantarktischen Königin-Maud-Land. Sie ragen 3 km südlich des Großen Schwarzhorns in der Südlichen Petermannkette des Wohlthatmassivs auf.
Teilnehmer der Deutschen Antarktischen Expedition 1938/39 unter der Leitung des Polarforschers Alfred Ritscher nahmen anhand von Luftaufnahmen eine erste grobe Kartierung vor. Teilnehmer der Dritten Norwegischen Antarktisexpedition (1956–1960), die der Formation auch ihren deskriptiven Namen verliehen, nahmen ihrerseits eine neuerliche Kartierung anhand eigener Luftaufnahmen und Vermessungen vor.